# Zembrzyce (gemeente)
De gemeente Zembrzyce is een landgemeente in het Poolse woiwodschap Klein-Polen, in powiat Suski. De gemeente bestaat verder uit de dorpen: Zembrzyce (gemeentezetel), Marcówka, Śleszowice, Tarnawa Dolna en Tarnawa Górna.
Op 30 juni 2004 telde de gemeente 5527 inwoners.

## Oppervlakte gegevens
In 2002 bedroeg de totale oppervlakte van gemeente Zembrzyce 39,9 km², waarvan:
- agrarisch gebied: 50%
- bossen: 39%

De gemeente beslaat 5,82% van de totale oppervlakte van de powiat.

## Demografie
Stand op 30 juni 2004:
| Omschrijving                   | Totaal | Totaal | Vrouwen | Vrouwen | Mannen | Mannen |
| ------------------------------ | ------ | ------ | ------- | ------- | ------ | ------ |
| eenheid                        | aantal | %      | aantal  | %       | aantal | %      |
| inwoners                       | 5527   | 100    | 2811    | 50,9    | 2716   | 49,1   |
| bevolkingsdichtheid (inw./km²) | 138,5  | 138,5  | 70,5    | 70,5    | 68,1   | 68,1   |

In 2002 bedroeg het gemiddelde inkomen per inwoner 1578,03 zł.

## Aangrenzende gemeenten
Budzów, Maków Podhalański, Mucharz, Stryszawa, Stryszów, Sucha Beskidzka, Wadowice